# Альвеолярный абруптивный согласный
Альвеолярный абруптивный согласный — согласный звук, встречающийся в некоторых языках. МФА передаёт этот звук символом tʼ, что эквивалентно t_> в X-SAMPA.

## Примеры
| Язык                 | Язык                 | Слово        | МФА                  | Значение  | Примечания |
| -------------------- | -------------------- | ------------ | -------------------- | --------- | ---------- |
| Адыгейский           | Адыгейский           | ятӀэ         | МФА: [jaːtʼa]о файле | 'грязь'   |            |
| Грузинский           | Грузинский           | ტიტა         | [tʼitʼa]             | 'тюльпан' |            |
| Хайда                | Хайда                | qqayttas     | [qʼajtʼas]           | 'корзина' |            |
| Кабардино-черкесский | Кабардино-черкесский | тӀыс         | [tʼəs]               | 'сидеть'  |            |
| Хваршинский          | Хваршинский          | ?            | [tʼaja]              | 'бросать' |            |
| Нахский              | Нахский              | тӀара        | [tʼʌːr]              | 'ладонь'  |            |
| Осетинский           | Осетинский           | тъанг        | [tʼang]              | 'кишка'   |            |
| Не-персе             | Не-персе             | tʼeyíitʼeyii | [tʼæˈjiːtʼæjiː]      | 'плоский' |            |